# NGC 5157
NGC 5157 este o liner situată în constelația Câinii de Vânătoare. A fost descoperită în 20 martie 1787 de către William Herschel. Se află la o distanță de 106,91 megaparseci de Pământ.